# Adelaida María de Anhalt-Dessau
Adelaida María de Anhalt-Dessau (en alemán, Adelheid Marie von Anhalt-Dessau; Dessau, 25 de diciembre de 1833-Königstein im Taunus, 24 de noviembre de 1916) fue un miembro de la Casa de Ascania que ostentó por derecho propio el título de princesa de Anhalt-Dessau, y por matrimonio los de duquesa de Nassau y gran duquesa de Luxemburgo.

## Biografía
Adelaida María vino al mundo un día de Navidad de 1833. Fue la hija mayor del príncipe Federico Augusto de Anhalt-Dessau y de su esposa, la princesa María Luisa Carlota de Hesse-Kassel. Tuvo dos hermanas menores que ella: Batilde de Anhalt-Dessau e Hilda de Anhalt-Dessau.

## Matrimonio y descendencia
Adelaida María contrajo matrimonio en Dessau el 23 de abril de 1851 con el duque Adolfo de Nassau (que había enviudado sin hijos de su primer matrimonio con la gran duquesa Isabel Mijáilovna de Rusia). Con él tuvo cinco hijos, de los cuales dos llegaron a ser monarcas:
- Guillermo IV (22 de abril de 1852-25 de febrero de 1912), gran duque de Luxemburgo. Casado con la infanta María Ana de Portugal; con descendencia.
- Federico Pablo Guillermo (28 de septiembre de 1854-23 de octubre de 1855).
- María Batilde Guillermina Carlota (14 de noviembre de 1857-28 de diciembre de 1857).
- Francisco José Guillermo (30 de enero de 1859-2 de abril de 1875).
- Hilda Carlota Guillermina (5 de noviembre de 1864-8 de noviembre de 1952), esposa de Federico II, gran duque de Baden;[2] sin descendencia.

En su honor se creó el Premio Gran Duque Adolfo en 1902.

## Títulos y estilos
| ● 25 de diciembre de 1826-23 de abril de 1851:      | Su alteza la princesa Adelaida María de Anhalt-Dessau                       |
| ● 23 de abril de 1851-20 de septiembre de 1866:     | Su alteza la duquesa de Nassau                                              |
| ● 20 de septiembre de 1866-23 de noviembre de 1890: | Su alteza Adelaida María, duquesa de Nassau                                 |
| ● 23 de noviembre de 1890-17 de noviembre de 1905:  | Su alteza real la gran duquesa de Luxemburgo, duquesa de Nassau             |
| ● 17 de noviembre de 1905-24 de noviembre de 1916:  | Su alteza real la gran duquesa viuda de Luxemburgo, duquesa viuda de Nassau |

## Ancestros
| Predecesor: Isabel Mijáilovna de Rusia | Duquesa consorte de Nassau 23 de abril de 1851-20 de septiembre de 1866             | Sucesor: Anexión al Reino de Prusia |
| Predecesor: Emma de Waldeck-Pyrmont    | Gran duquesa consorte de Luxemburgo 23 de noviembre de 1890-17 de noviembre de 1905 | Sucesor: María Ana de Portugal      |